# Munizip Nalut
Nalut (arabisch نالوت, DMG Nālūt) ist ein Munizip, das im Nordwesten der Libysch-Arabischen Republik liegt. Die Hauptstadt ist die gleichnamige Stadt Nalut.

## Geographie
Im gesamten Gebiet von Nalut lebten im Jahre 2006 etwa 93.000 Menschen auf etwa 65.000 km².
Im Westen grenzt das Munizip an Tunesien. Im Landesinneren grenzt es wie folgt an die Munizipien:
- Munizip an-Nuqat al-Chams im Norden
- Munizip al-Dschabal al-Gharbi im Osten
- Munizip Wadi asch-Schati’ im Süden

## Städte
Neben der Hauptstadt Nalut liegen die Städte und Ortschaften Ghadames, Tiji, Daradsch, Wāzin und Qasr el-Hadj im Munizip Nalut.

## Verwaltungsgeschichte

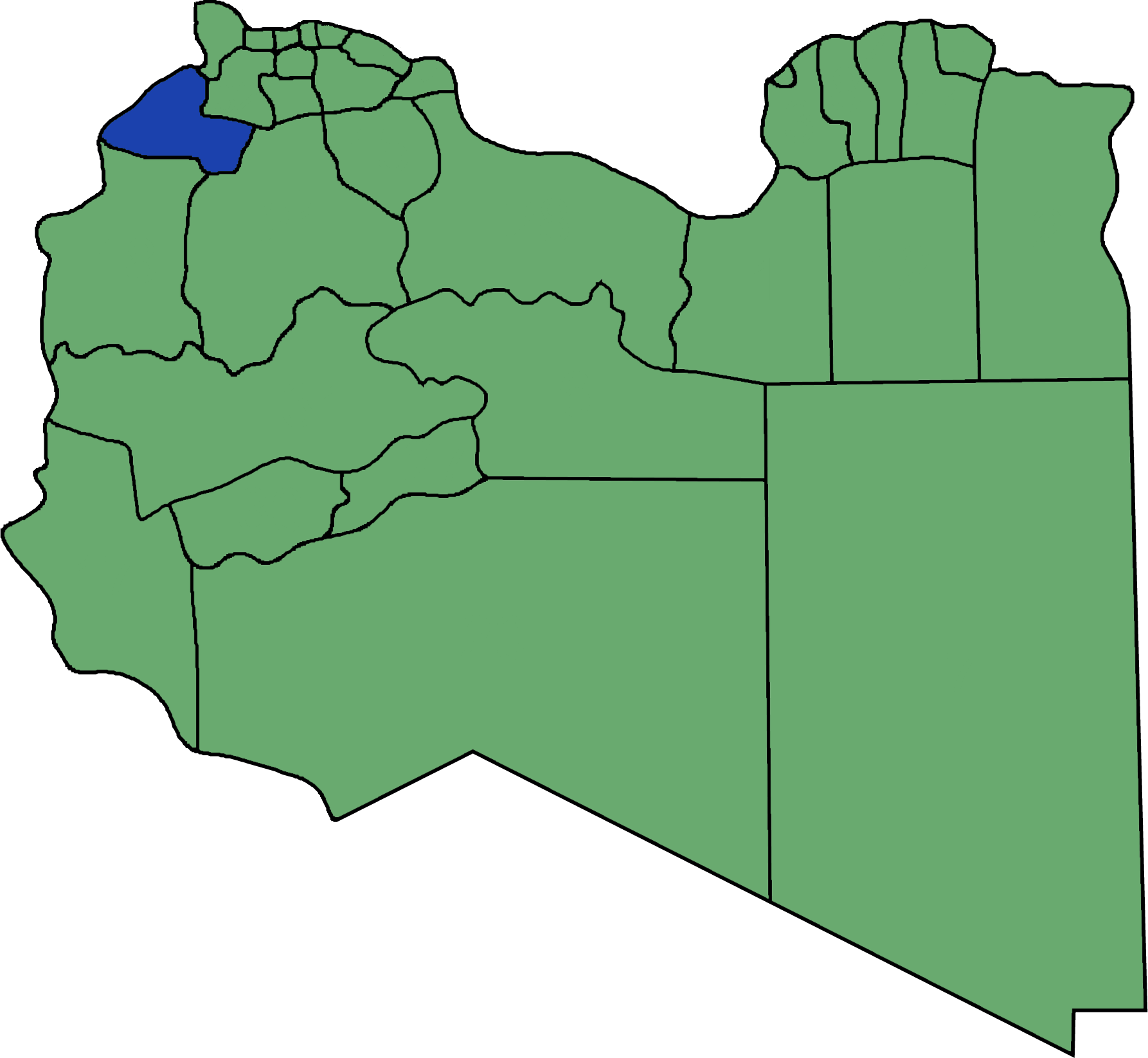
Munizipalgebiet vor 2007

Im gesamten Gebiet von Nalut lebten 86.801 Menschen (Stand 2003) auf einer Fläche von damals insgesamt 13.300 km². Im Zuge der libyschen Territorialreform wurde das benachbarte Munizip Ghadames eingegliedert.